# Kaori Shimizu
Kaori Shimizu (清水 香里?, Shimizu Kaori; Tokyo, 21 maggio 1983) è un'attrice e doppiatrice giapponese.
È principalmente conosciuta per i ruoli di Lain Iwakura in Serial Experiments Lain, Hiyori Tamura in Lucky Star, Signum in Mahō shōjo Lyrical Nanoha e Lamia Loveless in Super Robot Wars.

## Ruoli

### Anime
- A.LI.CE, Alice[1]
- Alien 9, Kumi Kawamura
- Banner of the Stars, Aicryac Üémh Tlyzr Naurh
- Best Student Council, Kuon Ginga
- Boogiepop Phantom, Touka Miyashita, Boogiepop
- The Cosmopolitan Prayers, Takitsu-hime
- The Daichis: Earth Defence Family, Nozomi Daichi
- Fruits Basket, Motoko Minagawa
- Genshiken, Keiko Sasahara
- Godannar, Lou Roux
- Lemon Angel Project, Yui Kouno
- InuYasha, Yuka, Asuka
- Lucky Star, Hiyori Tamura
- Mahō shōjo Lyrical Nanoha A's, Signum
- Mahō shōjo Lyrical Nanoha StrikerS, Signum
- Maria-sama ga Miteru, Noriko Nijo
- Nogizaka Haruka no himitsu, Sakurazaka Hazuki
- School Rumble, Akira Takano
- Sensei no Ojikan: Doki Doki School Hours, Chinatsu Nakayama
- Serial Experiments Lain, Lain Iwakura
- Special A, Sui Takishima
- Spider Riders, Princess Sparkle
- Strange Dawn, Yuko Miyabe
- Stratos 4, Shizuha Doi
- Super Robot Wars Original Generation: The Animation, Lamia Loveless

### Videogiochi
- Aoi Shiro, Kaya
- Arcana Heart 2, Zenia Valov
- Arcana Heart 3, Zenia Valov
- BioShock, Sorellina
- Growlanser III: The Dual Darkness, Michelle Liedbulk
- Super Robot Wars OG Saga: Endless Frontier, Aschen Brödel
- Serial Experiments Lain, Lain Iwakura
- Super Robot Wars: Original Generation, Lamia Loveless
- Tales of Hearts, Richea Spodune